# Mujer india mordida por un tigre

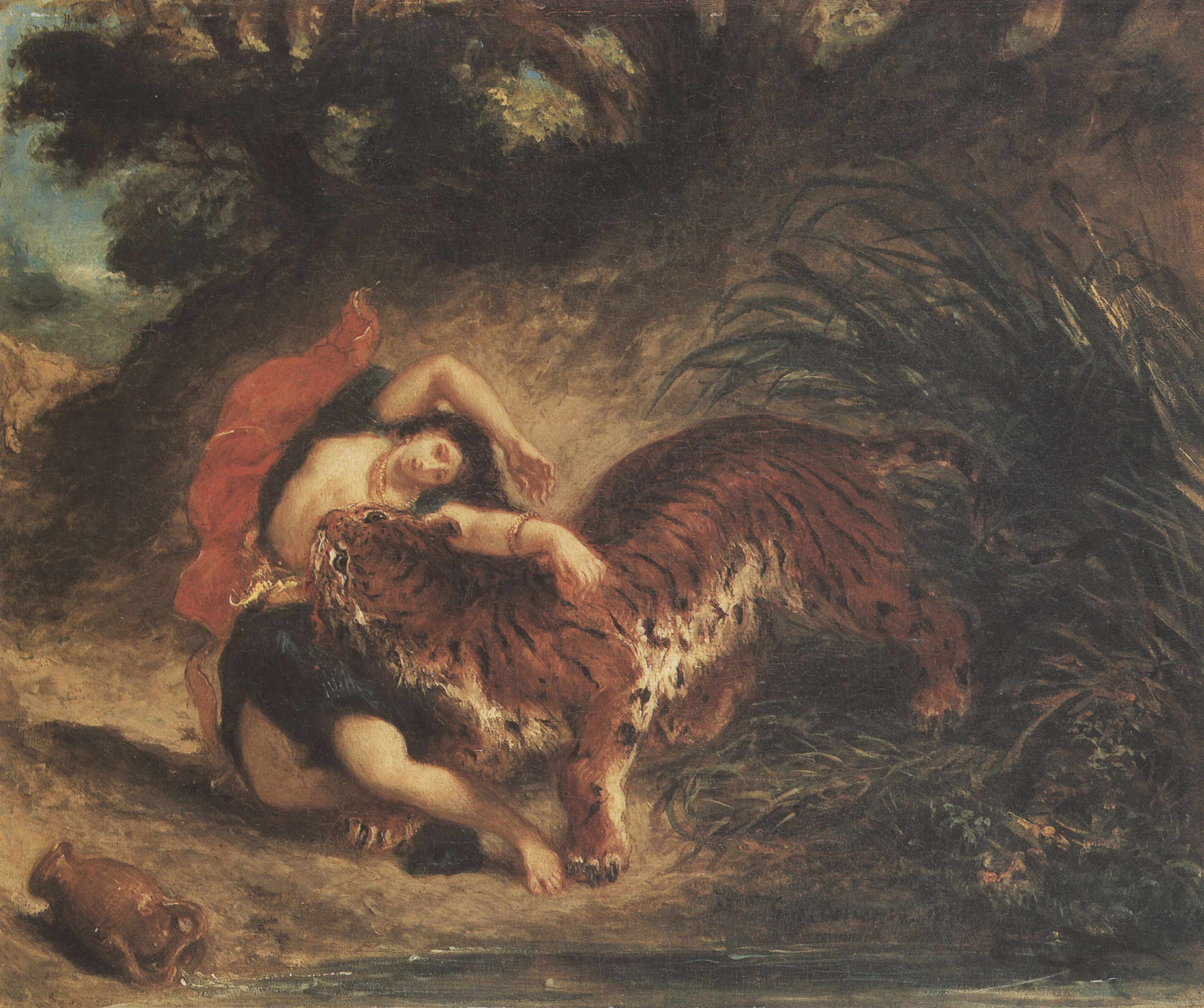
Mujer india mordida por un tigre.

Mujer india mordida por un tigre (en francés: Indienne mordue par un tigre) es una obra pintada en 1856 por Eugène Delacroix al óleo sobre lienzo y con un tamaño de 51 × 61 cm. Fue adquirida por la Staatsgalerie Stuttgart en 1964.

## Imagen
En el centro de un pequeño claro aparece una mujer de cabello negro pero rasgos y tez de aspecto europeo, atacada por un tigre. La pequeña escena parece vista desde una barca cerca de la orilla del río representada. La mujer lleva un vestido azul oscuro que se abre dejando a la vista su torso y piernas y un amplio chal de color rojo intenso que se escurre de sus hombros. En primer plano se puede ver un pequeño remanso, con un gran arbusto de juncos abajo a la derecha. En la esquina inferior izquierda se encuentra caído un cántaro de arcilla marrón de tamaño mediano cuyo contenido, agua, se está derramando de nuevo al río. Parece que la mujer lo estaba llenando cuando la fiera se ha abalanzado sobre ella. Al fondo, un camino de tierra se aleja hacia una zona indefinida. Al lado derecho del camino se alza un terraplén con algunos árboles arriba. Sólo se puede ver el lado sombreado de los árboles. Por lo tanto aparecen muy oscuros. El tigre, que parece muy largo y tiene un pelaje extremadamente oscuro, muerde el pecho de la mujer. Su cabeza está torcida de una manera imposible y sus proporciones son extremadamente antianatómicas. La mujer se comporta de manera igualmente inusual. Ella se desploma trágicamente, rindiéndose de manera teatral, lanzando ambos brazos en dirección al cuerpo del tigre, sin mostrar ninguna expresión fuerte de emoción en su rostro. Sus labios tampoco parecen estar a punto de gritar o quejarse.

## Análisis
La mujer y el tigre ocupan el centro de la composición, donde predominan las líneas curvas y deliberadamente inquietas.
La imagen está dividida en varias zonas de sombra y luz. El final del camino está en la luz. Los árboles en el ribazo crean una gran zona de sombra, haciendo más visibles a la mujer y al tigre. La orilla vuelve a estar a la sombra, al igual que los juncos. Toda la imagen está dominada por un esquema de color marrón, por lo que las áreas se mezclan entre sí sin transiciones bruscas. Los contrastes más fuertes los proporciona la vestimenta de la mujer.
La imagen es en general nerviosa, como se puede ver en el título, lo que se enfatiza aún más por la aplicación ligeramente “manchada” de la pincelada.
El cuadro con su motivo exótico se inspiró en un viaje que Delacroix realizó a Marruecos, Argelia y España en 1832.